# 根纳季·布拉夫金
根纳季·尼古拉耶维奇·布拉夫金（1936年8月28日—2014年5月30日），白俄罗斯诗人、记者和外交官。他曾经担任白俄罗斯驻联合国大使。
2014年5月30日，他因为癌症去世，享年77岁。